# Lapsang souchong

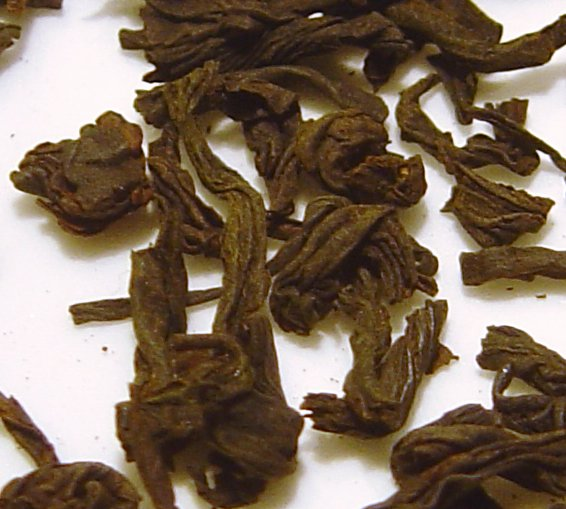
Lapsang souchong

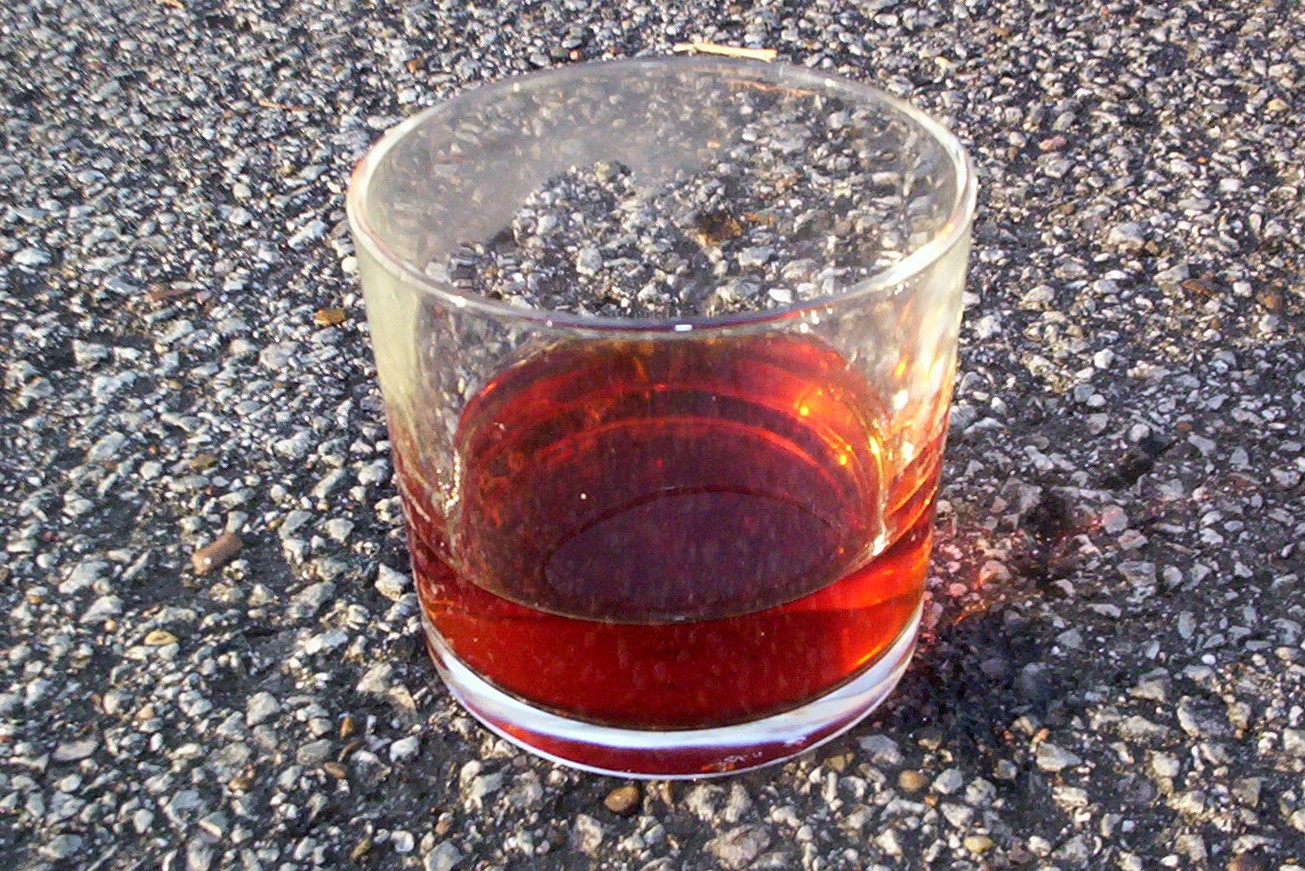
Bryggt Lapsang souchong.

Lapsang souchong (kinesiska: 正山小种, pinyin: Zhèngshān xiǎozhǒng, 'Stående Berget Lilla Varieteten'), ibland bara lapsang, är ett rökt svart te som ursprungligen kommer från Wuyibergen i Fujianprovinsen, Kina men som idag framställs i större mängd i Taiwan. Rökningen över brinnande tallved ger teet en karakteristisk doft som påminner om tjära.

## Smak
Teet har en starkt rökig smak som påminner om rökig whisky, tjära, och även öppen eld. Trots rökigheten är det sällan något problem att känna smaken av svart te.

## Bakgrund
Det tros att Lapsang souchong kom till på grund av tidsbrist. För att förkorta torkningsprocessen torkades tebladen över eldar och de tog därför smak av röken. Detta ska ha skett någon gång under Qingdynastin (1644-1912). När Qing ockuperade Fujianprovinsen förhindrade soldaterna teproduktionen och orsakade tidsnöd för arbetarna när arbetet upptogs. För att få ut teet till försäljning i tid snabbtorkades det därför över eldar. Därmed var den nya tesorten Lapsang souchong uppfunnen.

## Tillagning
Vattentemperaturen bör ligga på 95–100 grader och det skall dra i 2–4 minuter.

## Källhänvisningar
1. ↑  Anthony F. Chiffolo, Rayner W. Hesse: Cooking with the Bible: Biblical Food, Feasts, and Lore, s. 342. Greenwood. Läst 23 februari 2015. (engelska)
2. ↑   lapsang souchong i Nationalencyklopedins nätupplaga. Läst 23 februari 2015.
3. ↑  ”Lapsang Bakgrund”. Arkiverad från originalet den 15 april 2016. https://web.archive.org/web/20160415153247/http://www.omte.se/svart/lapsang-souchong/. Läst 30 mars 2016.